# نبشی پلاستیکی
نبشی پلاستیکی ( به انگلیسی : Plastic corner) به محصولی گفته می شود که از جنس پلاستیک (گرانول) تولید شده که، برای محافظت از لبه های محصولات مثل پالت میوه، دیوار، لوازم خانگی، کارتن و... استفاده می شود

## ویژگی‌های نبشی پلاستیکی
نبشی پلاستیکی از جنس پلیمرهای مقاوم و با کیفیت بالا ساخته شده است. این محصول دارای انعطاف‌پذیری بالاست که به راحتی می‌تواند در برابر فشارهای مختلف مقاومت کند. همچنین، وزن سبک آن باعث می‌شود که حمل و نقل و نصب آن بسیار آسان باشد. این محصول در برابر رطوبت، حرارت، و شرایط جوی مختلف مقاوم است، که این ویژگی‌ها آن را به یک انتخاب ایده‌آل برای کاربردهای داخلی و خارجی تبدیل کرده است.

## کاربردهای نبشی پلاستیکی
1. حفاظت از لبه‌ها در بسته‌بندی: یکی از کاربردهای اصلی نبشی پلاستیکی، استفاده در صنایع بسته‌بندی است. این محصول به خوبی از لبه‌های کارتن‌ها، جعبه‌ها و سایر بسته‌ها محافظت می‌کند و مانع از آسیب دیدن آن‌ها در حین حمل و نقل می‌شود.
2. استفاده در ساخت و ساز: نبشی پلاستیکی به عنوان یک محافظ عالی برای لبه‌های دیوارها و ستون‌ها در پروژه‌های ساختمانی به کار می‌رود. این محصول می‌تواند از ترک‌خوردگی و ساییدگی لبه‌ها جلوگیری کند و به دوام و پایداری سازه‌ها کمک کند.
3. استفاده در دکوراسیون داخلی: علاوه بر کاربردهای صنعتی، نبشی پلاستیکی می‌تواند در دکوراسیون داخلی نیز مورد استفاده قرار گیرد. این محصول می‌تواند به عنوان یک عنصر تزیینی در گوشه‌های دیوارها، میزها، و سایر المان‌های داخلی به کار رود و به زیبایی فضا اضافه کند.

## سایزها و وزن‌های مختلف نبشی پلاستیکی
نبشی پلاستیکی در سایزها و وزن‌های مختلفی تولید می‌شود تا بتواند نیازهای متنوع مشتریان را برآورده کند. برخی از سایزها و وزن‌های رایج عبارتند از:
1. نبشی پلاستیکی 180 گرمی: این سایز از نبشی پلاستیکی به دلیل وزن سبک و قیمت مناسب، انتخابی اقتصادی برای پروژه‌های کوچک و کاربردهای عمومی است. این سایز به خوبی می‌تواند از لبه‌ها و گوشه‌ها در برابر ضربه‌ها و آسیب‌های خفیف محافظت کند.
2. نبشی پلاستیکی 200 گرمی: این مدل کمی سنگین‌تر و مقاوم‌تر از مدل 180 گرمی است و برای کاربردهایی که نیاز به مقاومت بیشتری دارند، مناسب است. این سایز از نبشی پلاستیکی معمولاً در پروژه‌های ساختمانی و بسته‌بندی‌های حساس‌تر به کار می‌رود.
3. نبشی پلاستیکی 230 گرمی: سنگین‌ترین و مقاوم‌ترین مدل در این دسته‌بندی است. این نبشی به دلیل ضخامت بیشتر و مقاومت بالا، انتخاب ایده‌آلی برای پروژه‌های بزرگتر و محیط‌های صنعتی است که نیاز به محافظت بیشتری دارند.

## قیمت‌های نبشی پلاستیکی بر اساس وزن و سایز
قیمت نبشی پلاستیکی به عوامل مختلفی مانند وزن، سایز، کیفیت مواد اولیه و تعداد سفارش بستگی دارد. به طور کلی، هرچه وزن نبشی بیشتر باشد، قیمت آن نیز به تناسب افزایش می‌یابد. البته، خرید عمده این محصولات می‌تواند تخفیف‌های قابل توجهی را به همراه داشته باشد.
1. نبشی پلاستیکی 180 گرمی: این مدل به دلیل وزن سبک‌تر و هزینه تولید کمتر، معمولاً با قیمت پایین‌تری عرضه می‌شود و برای مشتریانی که به دنبال محصولی با کیفیت مناسب و قیمت اقتصادی هستند، گزینه‌ای عالی است.
2. نبشی پلاستیکی 200 گرمی: با افزایش وزن، قیمت نیز کمی بالاتر است. این مدل همچنان در دسته محصولات اقتصادی قرار می‌گیرد، اما با توجه به مقاومت بیشتر، ارزش افزوده‌ای برای مشتریان ایجاد می‌کند.
3. نبشی پلاستیکی 230 گرمی: این مدل به دلیل وزن و مقاومت بالاتر، قیمت بیشتری نسبت به سایر مدل‌ها دارد. اما اگر به دنبال محصولی با دوام بالا و مقاوم در برابر شرایط سخت هستید، این گزینه بهترین انتخاب است.

## چرا نبشی پلاستیکی را انتخاب کنیم؟
اگر به دنبال محصولی هستید که همزمان با داشتن کیفیت بالا، هزینه‌های شما را نیز کاهش دهد، نبشی پلاستیکی انتخاب مناسبی است. این محصول نه تنها از محصولات و سازه‌های شما به خوبی محافظت می‌کند، بلکه به دلیل قیمت مناسب و طول عمر بالایی که دارد، از نظر اقتصادی نیز بسیار مقرون به صرفه است.
نبشی پلاستیکی با داشتن ویژگی‌های منحصر به فرد، تنوع در سایزها و وزن‌ها و قیمت‌های رقابتی، به عنوان یک محصول ضروری شناخته می‌شود. اگر به دنبال یک راه‌حل مناسب برای حفاظت از لبه‌ها و گوشه‌ها هستید، این محصول می‌تواند نیازهای شما را به بهترین شکل برآورده کند. با توجه به مزایای ذکر شده، نبشی پلاستیکی یک گزینه عالی برای خرید و استفاده در پروژه‌های مختلف است.
با انتخاب نبشی پلاستیکی، از کیفیت و مقاومت محصول خود مطمئن باشید و از آسیب‌های احتمالی جلوگیری کنید. این محصول با قیمت مناسب و ویژگی‌های فوق‌العاده، انتخابی است که پشیمان نخواهید شد.

### تولید کننده نبشی پلاستیکی
نبشی پلاستیکی در ایران توسط شرکت های بسیاری تولید می شود از جمله: صنعت نمایان آذرآبادگان و  افزار صنعت صبا ( هردو شرکت یک مجموعه می‌باشند). با برند تجاری فروشگاه صنعتی هامان تولید و به فروش می‌رسد و همچنین این شرکت در زمینه ماشین آلات نیز فعالیت گسترده ای دارد و امروز چندین نمایندگی تولید در سرتاسر ایران به صورت تولید انبوع را مدیریت می‌‎کند